# Lägenhetshotell

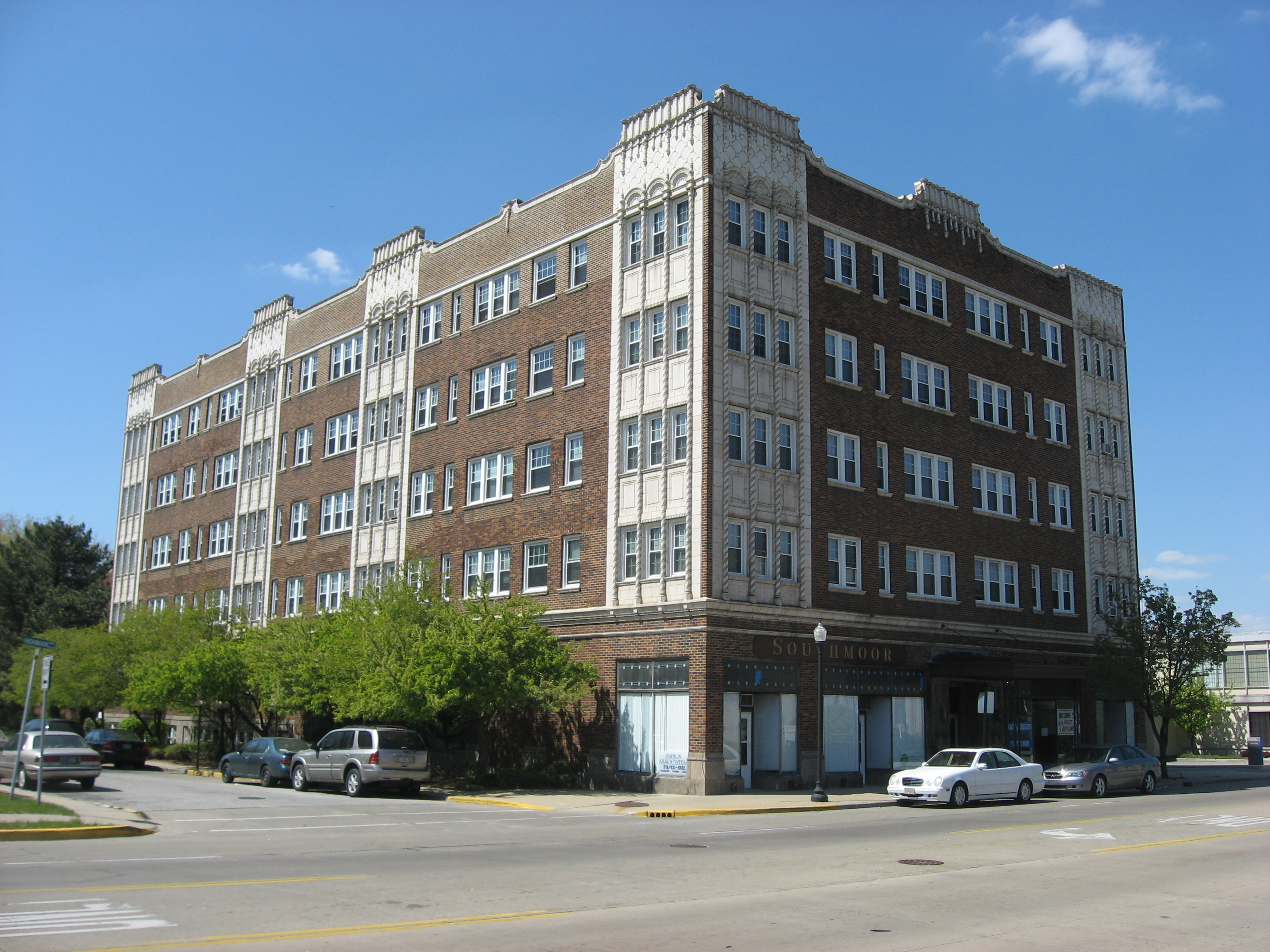
Lägenhetshotell i Indiana

Ett lägenhetshotell är ett hotell där rummen mer påminner om bostadslägenheter än traditionella hotellrum. De är oftast ämnade för längre boende och har något lägre servicegrad, då de bygger på att hotellgästerna i rummen har större tillgång till utrustning som finns i ett normalt hem. Till exempel finns det kokplats eller kök i rummen, så att gästerna kan laga sin egen mat samt ofta kyl, frys, tvättmaskin och strykjärn.

### Fotnoter
1. ↑  Jimmy Im (22 april 2013). ”Apartment Stays Get Hotel Style” (på engelska). BBC. http://www.bbc.com/travel/story/20130412-apartment-stays-get-hotel-style. Läst 27 juli 2016.